# Kielecki Rower Miejski
Kielecki Rower Miejski (KRM) – system bezobsługowych wypożyczalni rowerów miejskich, działający na terenie Kielc.

## Historia
System ruszył 18 października 2022 roku, do dyspozycji oddano 250 rowerów (w tym 210 tradycyjnych, 5 tandemów, 25 rowerów elektrycznych oraz 10 rowerów elektrycznych cargo) rozmieszczonych na 57 stacjach.
Zgodnie z planem system powinien ruszyć wstępnie 1 maja, a później ostatecznie 27 czerwca, lecz firma nie otrzymała od producenta elementu wchodzącego w skład zamków elektronicznych, umożliwiających wypożyczenie roweru. Za każdy dzień zwłoki (od 28 czerwca) miasto pobierało karę w wysokości 0,02 procenta od kwoty około 2,9 milionów złotych (575,71 złotych dziennie). Z kary uzbierała się kwota ponad 45 tysięcy złotych.
W czasie pierwszych trzech tygodni od uruchomienia odnotowano 5745 wypożyczeń. Użytkownicy przejechali 16500 kilometrów i spędzili na rowerach 2407 godzin. Z rowerów korzystać można było do końca listopada 2022 roku.
W sezonie 2023 system uruchomiono 1 kwietnia 2023 roku. W 2023 rowery zostały wypożyczone 144 tysiące razy, użytkownicy korzystali z nich łącznie 66 tysięcy godzin, przejeżdżając 454 tysiące kilometrów.
W sezonie 2024 system uruchomiono 16 marca 2024 roku. Liczbę rowerów zwiększono do 300 (255 rowerów tradycyjnych, 30 rowerów elektrycznych, 10 rowerów cargo i 5 tandemów). Liczba stacji wzrosła do 58, z których trzy były nowe, a lokalizację około 20 zmieniono na prośbę mieszkańców.

## Stacje
W 2023 roku w Kielcach istniało 57 (stacjonarnych i wirtualnych) stacji, w których można było zostawić rower. W 2024 liczba stacji wzrosła do 58. W 2025 uruchomiono dwie nowe stacje: na Malikowie, która była finansowana przez znajdującą się w okolicy firmę DS Smith, oraz przy ulicy Ściegiennego sfinansowaną przez piekarnię Pod Telegrafem.